# Route nationale 201
La route nationale 201 (RN 201 o N 201) è una strada nazionale francese che, sotto forma di superstrada, permette di evitare il centro di Chambéry, collegando due tronchi dell'A43.

## Percorso originario
Inizialmente, con l'istituzione del 1860, partiva da Saint-Julien-en-Genevois (la parte compresa fra questo centro ed il confine con la Svizzera fu trasferito dalla N92 alla N201 negli anni settanta), per dirigersi verso sud e toccare Annecy ed Aix-les-Bains. Finiva a Chambéry con l'innesto sulla N6. Nel 2006 quasi tutto il tracciato è stato declassato a D1201.